# Tình Yêu Này Phiên Dịch Được Chăng?
Tình Yêu Này Phiên Dịch Được Chăng? (tiếng Hàn: 이 사랑 통역 되나요?; dịch nghĩa đen: "Can Love Be Translated?") là một bộ phim truyền hình Hàn Quốc sắp ra mắt với sự tham gia của các diễn viên Kim Seon-ho, Go Youn-jung, Sota Fukushi, Choi Woo-sung và Lee Yi-dam. Đây là bộ phim truyền hình tiếp theo do hai chị em nhà Hong chấp bút, do Yoo Young-eun làm đạo diễn. Phim kể về câu chuyện tình yêu giữa một chàng phiên dịch viên đa ngôn ngữ và một nữ diễn viên nổi tiếng. Bộ phim dự kiến sẽ được phát hành trên Netflix vào nửa đầu năm 2025.

## Nội dung
Ju Ho-jin (Kim Seon-ho) là một phiên dịch viên đa ngôn ngữ tài giỏi thông thạo ba thứ tiếng, trong khi Cha Mu-hee (Go Youn-jung) là một nữ minh tinh hàng đầu với sức quyến rũ tươi sáng và luôn tự tin. Mọi chuyện bắt đầu kể từ khi Ho-jin bắt đầu làm việc cho ngôi sao Mu-hee (Youn-jung) với tư cách là phiên dịch viên cá nhân. Cả 2 có quan điểm trái ngược nhau về tình yêu, dẫn đến hiểu lầm. Tuy nhiên, dần dần họ trở nên gần gũi và thấu hiểu nhau hơn.

## Diễn viên

### Nhân vật chính
- Kim Seon-ho vai Ju Ho-jin[2][3]

Anh là một phiên dịch viên đa ngôn ngữ, một thiên tài ngôn ngữ hiếm có thông thạo cả 3 thứ tiếng: tiếng Anh, tiếng Ý và tiếng Nhật.
- Go Youn-jung vai Cha Mu-hee[2][6][7]

Nữ diễn viên nổi tiếng hàng đầu Hàn Quốc.
- Choi Woo-sung vai Kim Yong-woo, quản lý riêng của Mu-hee.[8]

- Sota Fukushi vai nam diễn viên người Nhật, bạn diễn của Mu-hee.[9]
- Lee Yi-dam vai Shin Ji-seon, một PD (nhà sản xuất) xuất sắc.[10][11]

### Khách mời đặc biệt
- Hyunri [ja][12]

## Sản xuất

### Phát triển
Theo tin tức đưa tin vào ngày 5 tháng 12 năm 2019, hai chị em biên kịch truyền hình hàng đầu Hàn Quốc Hong Jung-eun và Hong Mi-ran đang chuẩn bị cho 1 bộ phim truyền hình mới có tựa đề tạm thời là Can This Person Interpret? (이 사람 통역이 되나요?) hợp tác với đạo diễn Park Jun-hwa và dự kiến sẽ được phát sóng trên kênh truyền hình tvN. Tên tạm thời sau đó được đổi thành Interpretation of Salvation (구원의 통역), và địa điểm quay nước ngoài được cho là ở Trung Quốc. Tuy nhiên, do ảnh hưởng của COVID-19, dự án đã phải tạm dừng. Đáng chú ý, chị em nhà Hong và đạo diễn Park sau đó đã cùng hợp tác trong một bộ phim truyền hình khác đó là Hoàn hồn vào năm 2021 và 2022.
Vào năm 2023, quá trình sản xuất được tiếp tục và tin tức tuyển diễn viên đã được công bố. Yoo Young-eun là đạo diễn mới và tựa đề tạm thời lần nữa được đổi thành Can This Love Be Translated? (이 사랑 통역 되나요?). Trii Studio (트리 스튜디오) đảm nhiệm vai trò sản xuất. Theo Ryu Hyung-jin, Phó chủ tịch của Imaginus, Studio Sot (스튜디오 솥), do hai chị em nhà Hong lãnh đạo và Trii Studio (트리 스튜디오), do Kim Jin-yi, Lee Na-jeong và Lee Yoon-jung lãnh đạo, đều là các nhãn hiệu trực thuộc Imaginus, nằm dưới sự lãnh đạo của CEO Choi Jin-hee.
Vào tháng 4 năm 2024, có thông tin cho biết bộ phim sẽ được phát hành trên Netflix. Vào ngày 27 tháng 6 năm 2024, Netflix đã chính thức xác nhận việc sản xuất bộ phim.

### Lựa chọn diễn viên
Tháng 4 năm 2023, có thông tin cho rằng Son Suk-ku đã được mời vào vai nam chính. Tuy nhiên, tới tháng 5, một nguồn tin tiết lộ anh đã nhận lời mời cho một tác phẩm khác. Vào tháng 7 năm 2023, các cuộc thảo luận đã diễn ra với Kim Seon-ho và Han So-hee cho hai vai chính. Đến tháng 9 năm 2023, Go Youn-jung đã được đàm phán vào vai nữ chính. Cuối cùng, Kim Seon-ho và Go Youn-jung đã được chính thức lựa chọn. Tháng 6 năm 2024, có thông báo rằng Choi Woo-sung sẽ vào vai Kim Yong-woo, quản lý riêng của nữ diễn viên hàng đầu Cha Mu-hee. Vào ngày 27 tháng 6 năm 2024, Netflix đã xác nhận việc sản xuất bộ phim với tựa đề chính thức Tình Yêu Này Phiên Dịch Được Chăng? (Can This Love Be Translated?) và công bố hình ảnh buổi đọc kịch bản của các diễn viên Kim Seon-ho, Go Yoon-jung, Sota Fukushi, Lee Yi-dam và Choi Woo-sung .
Vào mùa thu năm 2024, Keep Alberta Rolling đã công bố buổi thử vai cho các diễn viên quần chúng không yêu cầu kinh nghiệm cho bộ phim, diễn ra từ ngày 23 tháng 9 đến ngày 11 tháng 10 tại Calgary, Banff, và Hồ Louise.

### Quay phim
Công tác chuẩn bị sản xuất đã hoàn thiện vào tháng 6 năm 2024 để chuyển sang quá trình quay phim, bao gồm quay phim ở các địa điểm nước ngoài như Nhật Bản và Ý. Mục tiêu hoàn thành việc quay phim là vào đầu năm 2025. Trii Studio chịu trách nhiệm giám sát quá trình sản xuất, trong khi Studio Hi chịu trách nhiệm về hiệu ứng hình ảnh.
Go Youn-jung đã khởi hành đến Nhật Bản vào ngày 24 tháng 6 năm 2024 để quay phim. Vào chiều ngày 10 tháng 7, Kim Seon-ho và Go Youn-jung đã trở về Sân bay quốc tế Gimpo từ Nhật Bản sau khi hoàn thành các cảnh quay của họ. Theo Hiệp hội đạo diễn Canada, bộ phim có tựa đề Love in Translation đã trải qua quá trình tiền sản xuất để tiến hành quay phim tại Alberta từ ngày 12 tháng 8 năm 2024 đến ngày 22 tháng 9 năm 2024. Quá trình quay phim bắt đầu vào ngày 23 tháng 9 năm 2024 và dự kiến kết thúc vào ngày 11 tháng 10 năm 2024. Trang web ACTRA Alberta cho biết các địa điểm quay phim bao gồm Calgary, Banff và Hồ Louise. Sailor Films Inc., phụ trách việc quay phim tại Canmore vào ngày 7 tháng 10 và tại Banff vào ngày 8 và 9 tháng 10, với đoàn làm phim lên tới 150 người.